# New Abbey Corn Mill

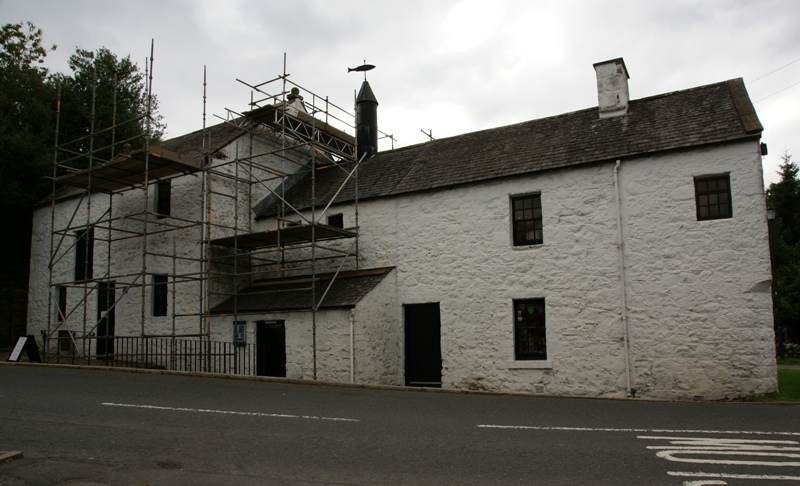
New Abbey Corn Mill met van links naar rechts de molen, de droogoven en de molenaarswoning

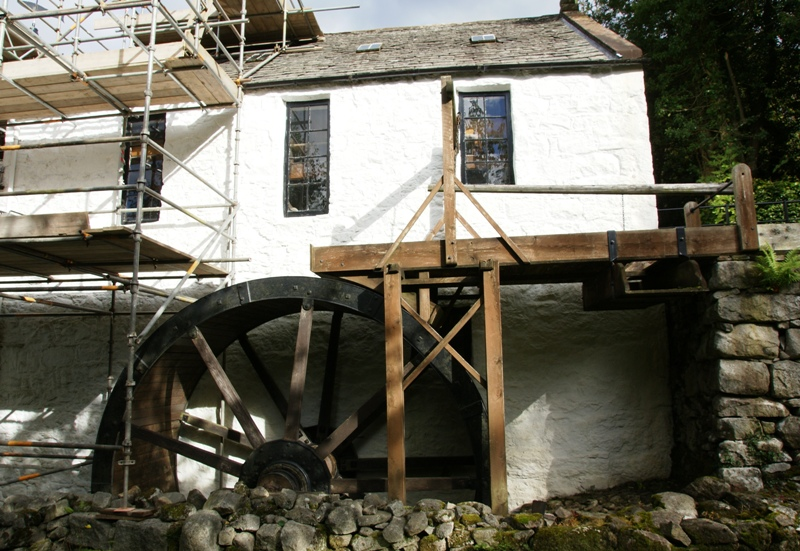
Het waterrad

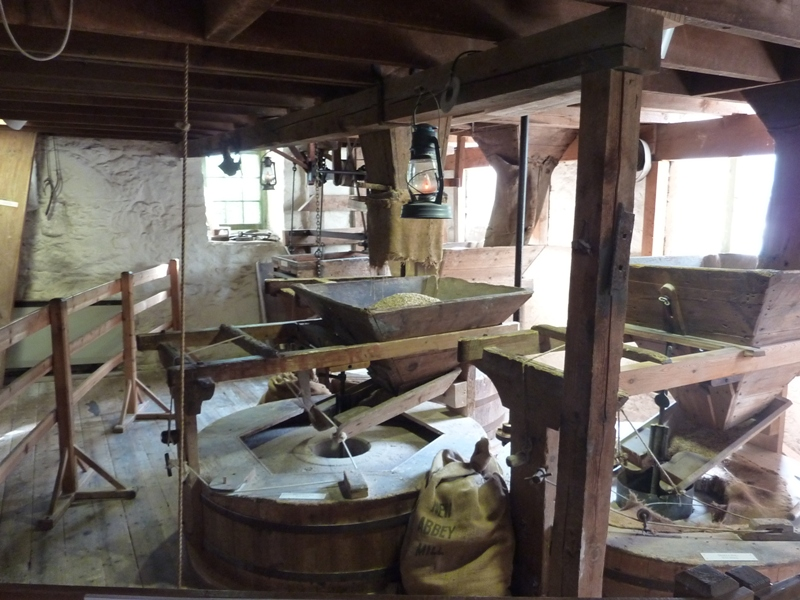
De maalstenen op de eerste verdieping

De New Abbey Corn Mill, ook wel New Abbey Monksmill genoemd, is een achttiende-eeuwse korenmolen, gelegen in New Abbey, ten zuiden van Dumfries, in de Schotse regio Dumfries and Galloway.

## Geschiedenis
De eerste molen werd gebouwd in de tweede helft van de dertiende eeuw door de monniken van Sweetheart Abbey. Na de Reformatie in 1560 werden Sweetheart Abbey en de bijbehorende eigendommen, inclusief de molen, opgeëist door de kroon en verkocht. De huidige molen stamt uit de jaren negentig van de achttiende eeuw. Wellicht werd de molen herbouwd toen hij werd gekocht door de familie Stewart, wonend in het nabijgelegen Shambellie House. In de negentiende eeuw werden verscheidene veranderingen doorgevoerd. Zo werd het gebouw verhoogd met een extra verdieping.
De molen werd gesloten in de jaren veertig van de twintigste eeuw. In de jaren zeventig kocht Charles Stewart de molen en renoveerde hij deze. In 1978 gaf hij de molen in staatsbeheer.

## Bouw
De New Abbey Corn Mill is een typische laaglandse, door water aangedreven molen. Het water is afkomstig uit het beekje de Sheep Burn, die zijn water krijgt uit Loch Kindar, dat 1,6 kilometer ten zuiden van New Abbey ligt. Het water wordt via een van stenen wanden voorzien kanaal naar de molen gevoerd. Dit kanaal stamt hoogstwaarschijnlijk uit de dertiende eeuw. Bij de molen werd het aangevoerde water bewaard in de Mill Pond (de molenvijver). Via een houten constructie werd het water naar het molenrad vervoerd, dat zich nog steeds aan de achterzijde (de westelijke zijde) van de molen bevindt.
Het molenrad is van het pitchback-type, waarbij het rad draait in de richting van de waterstroom. Het achtspakige rad heeft een houten as. Dat de as van hout is, was gebruikelijk in deze regio, maar zeldzaam in de rest van Schotland. Het rad is 1,52 meter breed en heeft een diameter van 4,42 meter.
De molen bestaat uit drie verdiepingen. Op de begane grond bevinden zich de machines die de drie paar maalstenen op de eerste verdieping aandrijven. Op de tweede verdieping werd het graan bewaard.
Aan de noordzijde van de molen bevindt zich de kiln, de droogoven, waar het graan gedroogd werd. Op de begane grond werd een vuur aangelegd en op de eerste verdieping lag het graan te drogen op ijzeren platen die op de vloer werden gelegd. Het dak is voorzien van een ventilatiesysteem. Ten noorden van de droogoven bevindt zich de oorspronkelijke woning van de molenaar, thans ingericht als kantoor van de beheerder van de molen. Het was ongebruikelijk dat de molenaarswoning tegen de rest van de molen aan werd gebouwd in verband met brandgevaar.

## Beheer
De New Abbey Corn Mill wordt beheerd door Historic Scotland. De werkende molen is ingericht als museum.